# Стара Мощениця
Нова Мощениця (біл. вёска Старая Машченіца) — село в складі Березинського району Мінської області, Білорусь. Село підпорядковане Ушанській сільській раді, розташоване в східній частині області.